# Соколовський Олександр Беньямінович
Соколовський Олександр Беньямінович — український підприємець, засновник торговельно-виробничого об'єднання «Текстиль-Контакт». Співзасновник Ukrainian Fashion Week. Засновник та ініціатор проекту Kyiv Fashion Park. Президент Всеукраїнського об'єднання роботодавців легкої промисловості. Член Президії Ради Федерації роботодавців України. Член Експертної групи з питань вдосконалення системи публічних закупівель «ProZorro», створеної за ініціативи Transparency International Ukraine.

## Біографія
Олександр Соколовський народився 14 травня 1965 року в м. Києві в сім'ї інженерів.
1989 року закінчив Маріупольський металургійний інститут.
З 1989 по 1992 рік працював інженером тресту Південтеплоенергомонтаж в м. Києві.

## Професійна та бізнесова діяльність
З прийняттям Закону про індивідуальну трудову діяльність (1987 рік) Олександр Соколовський створив власний бізнес з пошиття та реалізації жіночого одягу. В квітні 1995 року заснував своє перше підприємство, яке стало одним з головних підприємств торгово-виробничого об'єднання «Текстиль-Контакт». Основний предмет діяльності компанії — імпорт і оптова реалізація тканин на ринку України. З часом асортимент товарів і географія імпорту розширюється (від країн СНД в 1995 році до Італії, Туреччини, Польщі, Франції, Німеччини, країн Азії, Китаю і Кореї в 2001 році). Наступний етап розвитку бізнесу — організація власного виробництва.
В 2002 році Олександр Соколовський починає інвестувати в бавовняний комбінат м. Донецьк (загальна сума інвестицій з 2003 по 2014 рік склала близько 12 млн доларів). На початок 2014 року «ТК-Донбас» виробляє 60-65 % від всіх бавовняних тканин за рік.
Новий етап розвитку бізнесу Олександра Соколовського — відкриття нових профільних бізнес-напрямків, які забезпечують синергію з основним видом діяльності компанії «Текстиль-Контакт». З 2000 року починають свою діяльність кілька компаній:
- «ТК-Фурнітура» — продаж широкого асортименту швейної металофурнітури, ниток, ґудзиків тощо (станом на 2018 рік — близько 15 тисяч найменувань).
- «ТК-Спецодяг» — випуск та реалізація робочого одягу, спецвзуття та промислових засобів індивідуального захисту.
- «ТК-Домашній текстиль» — виготовлення та реалізація виробів домашнього текстилю.

У 2003 році, на базі Чернігівської швейної фабрики, Олександр Соколовський запускає своє виробництво — компанію «ТК—Стиль». Станом на 2018 рік це сучасне, спеціалізоване підприємство з пошиття чоловічого та жіночого верхнього одягу на замовлення відомих українських і міжнародних компаній і брендів.
В 2004 році Олександр запускає мережу мультибрендових універмагів жіночого одягу від українських виробників — «TUSO», яку було продано групі Arber Group.
В 2003–2004 роках Соколовський будує та вводить в дію торговельний комплекс «Альта Центр».
З 2008 року Олександр Соколовський передає операційне управління бізнесом своїй команді та приділяє більше уваги громадській діяльності.
В грудні 2017 року «ТК-Фурнітура» відкриває першу в Україні фабрику з виготовлення ниток «Барви».
2 серпня 2018 року нагороджений Почесною грамотою Верховної Ради України. У розпорядженні голови Верховної Ради Олександра Парубія сказано, що Олександр Соколовський нагороджується: «За вагомий особистий внесок у розвиток легкої промисловості, впровадження інноваційних технологій у виробництво, сумлінну працю та високий професіоналізм».

## Громадська та меценатська діяльність
- З січня 2006 року Олександр Соколовський є співзасновником і спонсором Ukrainian Fashion Week.
- Президент Всеукраїнського об'єднання роботодавців легкої промисловості.
- Член Президії Ради Федерації роботодавців України.
- Блогер. Активно співпрацює з експертним середовищем з прийняття економічних реформ в Україні і формування нової культури відносин бізнесу і влади.
- Член Експертної групи з питань вдосконалення системи державних закупівель ProZorro (створеної з ініціативи Transparency International Ukraine).
- Ідейний натхненник, основний організатор і меценат Київського інфраструктурного артпроєкту Kiev Fashion Park.
- З 2014 року бере активну участь у волонтерських проєктах з оснащення армії, допомоги сім'ям військових і переселенців.[джерело?]

### Офіційні
- Олександр Соколовський у соціальній мережі Facebook
- Олександр Соколовський на каналі в YouTube

### Інтерв'ю
- Соколовский рассказал, как удержать бизнесменов в Украине
- Бизнесмен и меценат Александр Соколовский — гость ток-шоу "Люди
- Александр Соколовский: Почему не идут инвестиции